# Val di Farma
Val di Farma este o arie protejată (arie specială de conservare — SAC, sit de importanță comunitară — SCI) din Italia întinsă pe o suprafață de 8.695 ha, integral pe uscat.

## Localizare
Centrul sitului Val di Farma este situat la coordonatele 43°04′06″N 11°13′20″E / 43.068333°N 11.222222°E.

## Înființare
Situl Val di Farma a fost declarat sit de importanță comunitară în iunie 1995 pentru a proteja 35 de specii de animale. Situl a fost protejat și ca arie specială de conservare în decembrie 2016.

## Biodiversitate
Situată în ecoregiunea mediteraneană, aria protejată conține 23 de habitate naturale: Pajiști uscate europene, Păduri de Castanea sativa, Peșteri inaccesibile publicului, Formațiuni de Juniperus communis pe lande sau pajiști calcaroase, Râuri cu maluri nămoloase cu vegetație de Chenopodion rubri p.p. și Bidention p.p., Păduri de fag din Apenini cu Taxus și Ilex, Roci stâncoase cu vegetație pionieră de Sedo-Scleranthion sau Sedo albi-Veronicion dillenii, Râuri mediteraneene cu debit permanent cu specii de Paspalo-Agrostidion și galerii riverane de Salix și de Populus alba, Pseudostepă cu ierburi și specii anuale de Thero-Brachypodietea, Izvoare petrifiante cu formare de travertin (Cratoneurion), Păduri de Quercus suber, Păduri de Quercus ilex și Quercus rotundifolia, Păduri panonice-balcanice de stejar turcesc - stejar sesil, Formațiuni stabile xerotermofile de Buxus sempervirens pe pante stâncoase (Berberidion p.p.), Pajiști calaminariene cu Violetalia calaminariae, Râuri de munte și vegetația lor lemnoasă cu Salix elaeagnos, Galerii de Salix alba și de Populus alba, Pajiști uscate seminaturale și facies de acoperire cu tufișuri pe substraturi calcaroase (Festuco-Brometalia) (* situri importante pentru orhidee), Păduri aluvionare cu Alnus glutinosa și Fraxinus excelsior (Alno-Padion, Alnion incanae, Salicion albae), Păduri ilirice de stejar și carpen (Erythronio-Carpinion), Pante stâncoase silicioase cu vegetație casmofită, Pajiști umede mediteraneene cu ierburi înalte de Molinio-Holoschoenion, Lacuri eutrofice naturale cu vegetație de tip Magnopotamion sau Hydrocharition.
La baza desemnării sitului se află mai multe specii protejate:
- păsări (16): uliu păsărar (Accipiter nisus), pescăruș albastru (Alcedo atthis), șorecarul comun (Buteo buteo), șerpar (Circaetus gallicus), erete vânăt (Circus cyaneus), vânturel roșu (Falco tinnunculus), capîntortură (Jynx torquilla), sfrâncioc roșiatic (Lanius collurio), ciocârlie de pădure (Lullula arborea), gaia neagră (Milvus migrans), ciuf-pitic (Otus scops), viespar (Pernis apivorus), sitar de pădure (Scolopax rusticola), Sylvia hortensis, silvie de tufiș (Sylvia undata), sturzul de vâsc (Turdus viscivorus)
- amfibieni (2): Salamandrina terdigitata, Triturus carnifex
- mamifere (6): lupul (Canis lupus), vidră de râu (Lutra lutra), liliac cu aripi lungi (Miniopterus schreibersii), liliac cărămiziu (Myotis emarginatus), liliacul mare cu potcoavă (Rhinolophus ferrumequinum), liliacul mic cu potcoavă (Rhinolophus hipposideros)
- nevertebrate (3): Euplagia quadripunctaria, rădașcă (Lucanus cervus), Oxygastra curtisii
- pești (5): Barbus tyberinus, Padogobius nigricans, Rutilus rubilio, Squalius lucumonis, Telestes muticellus
- reptile (3): șarpele cu patru dungi (Elaphe quatuorlineata), țestoasa de baltă (Emys orbicularis), țestoasă bănățeană (Testudo hermanni)

Pe lângă speciile protejate, pe teritoriul sitului au mai fost identificate 47 de specii de plante, 6 specii de amfibieni, 11 specii de mamifere, 22 de specii de nevertebrate, 1 specie de pești, 7 specii de reptile.